# فورست لا
فورست لا (به انگلیسی: Forest Law) یکی از شخصیت‌های ساختگی در مجموعه بازی‌های ویدئویی تکن که توسط شرکت باندای نامکو گیمز ساخته شده‌است. نخستین حضور او در نسخه تکن ۳ و جایگزین شخصیت مارشال لا در این قسمت می باشد و همانند مارشال لا به علت شباهت بسیار زیاد از لحاظ ظاهر و تکنیک مبارزه به بروس لی محبوبیت بسیاری دارد. وی تنها در نسخه‌های تکن ۳، تکن تگ تورنومنت، تکن تگ تورنومنت ۲ و تکن ادونس حضور دارد.

## بیوگرافی
فورست لا پسر مارشال لا است. پدرش سعی دارد که از او یک جنگنده بزرگ بسازد و جا پای او بگذارد. پدرش او را از شرکت در تمامی مسابقات به غیر از مسابقات که در باشگاهش صورت می‌گیرد ممنوع کرده بود.
روزی که مارشال در حال بازدید از مراحل بازسازی ساختمان باشگاه بود پال (بهترین دوست مارشال) به محل زندگی آن‌ها می‌آید و دور از چشم مارشال به فورست پیشنهاد می‌کند که به او آموزش بدهد. فورست می‌خواهد از پدرش برای این کار اجازه بگیرد، اما پال که فردی لجباز است به او می‌گوید که نیازی به این کار نیست و بر روی این موضوع پافشاری می‌کند و به او پیشنهاد می‌دهد که در سومین تورنمنت مشت آهنین ثبت نام نماید. بنابراین فورست بدون اطلاع پدرش با پائول به مسابقات مشت آهنین پیوست. مارشال پس از اطلاع از این قضیه به شدت خشمگین شد.